# Lockheed C-5 Galaxy
Lockheed C-5 Galaxy je veliko strateško transportno letalo ameriške korporacije Lockheed. Lahko prevaža tovore velikih dimenzij in mas na medcelinskih razdaljah. C-5 je precej podoben manjšemu predhodniku Lockheed C-141 Starlifter in kasneje C-17 Globemasterju. C-5 je eno izmed največjih letal trenutno v uporabi. Razvoj letala je bil zelo zapleten in finančno težaven, nihče ni prej poskušal razviti tako velikega letala.

## Razvoj
V šestdesetih letih 20. stoletja so snovali nov težak reaktivni transporter, ki bi zamenjal Douglas C-133 Cargomasterja in imel večjo kapaciteto kot Lockheed C-141 Starlifter. Konceptu so dali kodno ime CX-4.
Prva letala so imela težavo s korozijo in razpokami v krilih, kar so kasneje odpravili. Letal C-5 sicer ne proizvajajo več, so pa nekaj letal z novimi motorji CF6 in avioniko modernizirali v C-5M Super Galaxy, ki bo najverjetneje ostal v uporabi do leta 2040 in še čez.
V uporabi je od leta 1969 in je sodeloval v vseh ameriških vojaških konfliktih. Poleg tega se letalo uporablja tudi za humanitarne namene.

## Tehnične specifikacije
- Posadka: 7 tipična (poveljnik, pilot, dva inženirja, trije tovorni častniki),
- minimalna 4  (pilot, kopilot, dva inženirja)
- Tovor: 270.000 lb (122.470 kg)
- Dolžina: 247 ft 1 in (75,31 m)
- Razpon kril: 222 ft 9 in (67,89 m)
- Višina: 65 ft 1 in (19,84 m)
- Površina kril: 6.200 ft2 (576 m2)
- Prazna teža: 380.000 lb (172.370 kg)
- Vzletna teža (tipična): 769.000 lb (348.800 kg)
- Maks. vzletna teža: 840.000 lb (381.000 kg)
- Pogon: 4 × General Electric TF39-GE-1C turboventilatorski, 43.000 lbf (190 kN) vsak

- Največja hitrost: Mach 0,79 (503 kn, 579 mph, 932 km/h)
- Potovalna hitrost: Mach 0,77 (919 km/h)
- Dolet: 2.400 nmi (2.760 mi, 4.440 km) z 263.200 lb (119.400 kg) tovorom
- Višina leta: 35.700 ft (10.600 m) pri 615.000 lb (279.000 kg)
- Hitrost vzpenjanja: 1.800 ft/min (9,14 m/s)
- Obremenitev kril: 120 lb/ft2 (610 kg/m2)
- Razmerje potisk/teža: 0,22
- Vzletna dolžina: 8.400 ft (2.600 m)
- Pristajalna dolžina: 3.600 ft (1.100 m)
- Kapaciteta goriva: 51.150 US gal (193.600 L)